# Oligoclada umbricola
Oligoclada umbricola is een libellensoort uit de familie van de korenbouten (Libellulidae), onderorde echte libellen (Anisoptera).
De wetenschappelijke naam Oligoclada umbricola is voor het eerst geldig gepubliceerd in 1931 door Donald J. Borror.